# Matilde de Ringelheim
Santa Matilde o Matilde de Ringelheim (Westfalia, c. 895-Quedlinburg, 968) fue reina consorte de Francia Orientalis, considerada como santa por la Iglesia católica.
Hija del conde sajón Dietrich, contrajo matrimonio en 909 con Enrique, duque de Sajonia, más tarde coronado rey y conocido como Enrique I el Pajarero. Después de quedar viuda en 936, su hijo Otón I accedió al trono y fue proclamado emperador. Otón expulsó a Matilde de palacio, ya que pensaba que se había puesto de parte de su hermano Enrique, quien se había rebelado. Matilde se dirigió a un convento para orar por la reconciliación de sus hijos.
Tras dicha reconciliación, estos creyeron que su madre había guardado todo el dinero que ella afirmaba dar en caridad y la presionaron para entregarlo. Finalmente creyeron en su inocencia y le permitieron volver a palacio, desde donde se dedicó a hacer actos de caridad y fundar conventos.
Murió el 14 de marzo de 968, día en que se celebra su festividad.
Sus restos mortales descansan junto a los de Enrique en la cripta de la iglesia colegial de San Servancio (abadía de Quedlinburg), lugar que su hijo Otón había fundado a petición suya para consagrarlo a la memoria de su marido.